# Hôtel de ville de Warneton
 (janvier 2023).
Si vous disposez d'ouvrages ou d'articles de référence ou si vous connaissez des sites web de qualité traitant du thème abordé ici, merci de compléter l'article en donnant les références utiles à sa vérifiabilité et en les liant à la section « Notes et références ».
L'hôtel de ville de Warneton est un hôtel de ville de la commune de Warneton, qui appartient à la commune hennuyère de Comines-Warneton, située sur la Place de l'Abbaye.

## Histoire
Un premier hôtel de ville est détruit lors de l'incendie de la ville de 1527. Après sa reconstruction, il est de nouveau détruit en 1579. Il est alors remplacé par un bâtiment de style Renaissance qui résiste jusqu'à la Première Guerre mondiale. A la mi-octobre 1914, le bâtiment est occupé par les Allemands. L'hôtel de ville est alors détruit en 1915.
Le 27 juillet 1930, le nouvel hôtel de ville est inauguré. En 1940, la façade sud est touchée par les balles perdues des Anglais en retraite.
L'hôtel de ville actuel, construit à son emplacement historique, abrite, entre autres, une antenne de l'administration de Comines-Warneton et la Société historique de Comines-Warneton et sa région. Elle y gère un musée d'histoire locale, un musée archéologique, un centre de documentation et une salle de lecture. Le Justice de Paix a quitté le bâtiment en 2014. Le bâtiment a été en travaux de rénovation jusqu'en 2022.
L'hôtel de ville présente  un mobilier du XVIIIe siècle de style Renaissance flamande.